# Cennino Cennini
Cennino di Andrea (Colle di Val d'Elsa, c. 1370-Florencia (?), c. 1440 (?)), llamado Cennino Cennini, fue un pintor gótico tardío italiano.

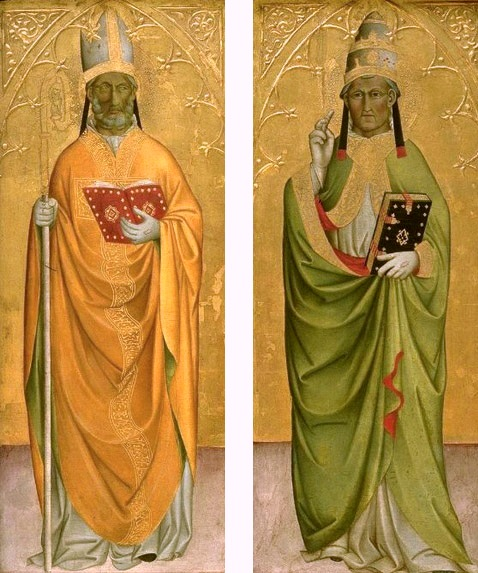
Díptico

## Biografía
Existen pocos datos acerca de su vida. Su etapa de formación la realizó durante doce años en el taller de Agnolo Gaddi cuyo padre Taddeo Gaddi fue a su vez discípulo de Giotto. Fruto de aquel aprendizaje y de su propia experiencia como artista fue su célebre obra escrita El libro del arte. Está documentado que en 1398 se encontraba en Padua, ciudad en la que trabajó como pintor familiar de Francisco de Carrara. No se sabe con exactitud ni la fecha ni el lugar de su muerte.

## Obra
Pintura
Tampoco hay certeza en lo referente a dos obras pictóricas que se le atribuyen: la participación en La leyenda de santo Estéfano en la capilla de San Lucas de Poggibonsi y La leyenda de la Cruz en San Francisco de Volterra.
Tratado de arte
Cennino Cennini es sobre todo célebre por su obra El libro del arte, considerado como primer ejemplo de tratado técnico en lengua vulgar.
A manera de recetario, Cennini describe en 189 capítulos tanto la naturaleza y modo de tratar los materiales como el ejercicio de las diferentes técnicas pictóricas. Este tratado ha sido referencia clave para el trabajo desarrollado en el taller de numerosos gremios y artistas medievales. 
El libro explica, con todo lujo de detalles, todas las facetas del oficio de pintor; desde cómo hacer sus propios lápices carbonizando ramas a cómo preparar los pigmentos en función del resultado que se desee conseguir. 
Probablemente, la aportación más importante del libro de Cennini sea la aplicación a la pintura del uso de modelos naturales. Cennini afirma que si un pintor desea representar una montaña rocosa, la mejor manera es observando la realidad. En este caso recomienda llevar una pequeña piedra al taller y a partir de sus formas, reconstruir la montaña en su totalidad. Lo mismo es aplicable a un árbol y una rama o a un río y un poco de agua. Con este sistema Cennini inaugura un nuevo método de conocimiento de la realidad que supone toda una revelación para artistas futuros.
Hoy día es un manual de gran utilidad en el campo de la restauración de obras de arte, sobre todo de la época medieval, por la información tan detallada que aporta sobre la composición y factura de las obras de este periodo.